# フランクリン郡 (アイダホ州)
フランクリン郡 (フランクリンぐん、英: Franklin County) はアメリカ合衆国アイダホ州に位置する郡である。2000年現在の国勢調査で、人口は11,329人である。この郡の郡庁所在地はプレストンである。ここは末日聖徒イエス・キリスト教会のQuorum of the Twelve、フランクリン・D・リチャーズの名を取って命名された。
フランクリン郡はユタ州＝アイダホ州ローガン小都市統計地域の一部である。

## 地理
アメリカ合衆国統計局によると、この郡は総面積1,731 km2 (668 mi2) である。このうち1,723 km2 (665 mi2) が陸地で8 km2 (3 mi2) が水域である。総面積の0.44%が水域となっている。

### 隣接する郡
- バノック郡 - (北西)
- オナイダ郡 - (西)
- ベアレイク郡 - (東)
- カリブー郡 - (北)
- キャッシュ郡 (ユタ州) - (南)

## 人口動勢
2000年現在の国勢調査で、この郡は人口11,329人、3,476世帯、及び2,874家族が暮らしている。人口密度は7/km2 (17/mi2) である。2/km2 (6/mi2) の平均的な密度に3,872軒の住宅が建っている。この郡の人種的な構成は白人95.11%、アフリカン・アメリカン0.11%、先住民0.29%、アジア0.14%、太平洋諸島系0.04%、その他の人種3.42%、及び混血0.89%である。ここの人口の5.22%はヒスパニックまたはラテン系である。
この郡内の住民は37.30%が18歳未満の未成年、18歳以上24歳以下が9.30%、25歳以上44歳以下が24.20%、45歳以上64歳以下が17.50%、及び65歳以上が11.70%にわたっている。中央値年齢は28歳である。女性100人ごとに対して男性は99.40人である。18歳以上の女性100人ごとに対して男性は98.30人である。
この郡の世帯ごとの平均的な収入は36,061米ドルであり、家族ごとの平均的な収入は40,185米ドルである。男性は30,071米ドルに対して女性は21,077米ドルの平均的な収入がある。この郡の一人当たりの収入 (per capita income) は13,702米ドルである。人口の7.40%及び家族の5.40%は貧困線以下である。全人口のうち18歳未満の8.00%及び65歳以上の5.30%は貧困線以下の生活を送っている。

## 都市及び町
- Clifton
- Dayton
- フランクリン (Franklin)
- オックスフォード (Oxford)
- プレストン (Preston)
- ウエストン (Weston)
- ホイットニー (Whitney)